# Manaquiri
Manaquiri là một đô thị thuộc bang Amazonas, Brasil. Đô thị này có diện tích 3975,76 km², dân số năm 2007 là 19956 người, mật độ 5,02 người/km².